# Rapporto Liikanen
Il Report Liikanen o "Report of the European Commission's High-level Expert Group on Bank Structural Reform" (noto come il "Liikanen Group") è una serie di raccomandazioni in materia di finanza che sono state pubblicate nell'ottobre 2012 da un gruppo di esperti guidato da Erkki Liikanen, governatore della Banca di Finlandia e membro del consiglio della BCE.
Modellato sulla britannica Commissione Bancaria Indipendente, il Gruppo è stato assiemato nel novembre 2011 al fine di studiare la possibilità di riforme strutturali nel sistema bancario comunitario, nella direzione della stabilità e dell'efficienza del settore finanziario.
Il Gruppo era composto di 11 membri: Erkki Liikanen, Hugo Bänziger, José Manuel Campa, Louis Gallois, Monique Goyens, Jan Pieter Krahnen, Marco Mazzucchelli, Carol Sergeant, Zdenek Tuma, Jan Vanhevel, Herman Wijffels.